# Maloye Ganyushkino
Maloye Ganyushkino är en del av en befolkad plats i Kazakstan.   Den ligger i oblystet Atyraw, i den västra delen av landet, 1 700 km väster om huvudstaden Astana. Antalet invånare är 8 387.
Terrängen runt Maloye Ganyushkino är mycket platt. Runt Maloye Ganyushkino är det mycket glesbefolkat, med 2 invånare per kvadratkilometer. Det finns inga andra samhällen i närheten. Trakten runt Maloye Ganyushkino består i huvudsak av gräsmarker.